# Чарльз Денс
Чарльз Денс (англ. Charles Dance) — британський актор, сценарист, режисер та продюсер. Офіцер Ордену Британської імперії з 17 червня 2006 року.
Чарльз Денс відомий перш за все ролями доктора Клеменса у фільмі Чужий 3 (1992), Бенедикта у фільмі Останній кіногерой (1993) та Тайвіна Ланністера у серіалі Гра престолів (2011).

## Біографія
Народився у Реддічі, (графство Вустершир, Велика Британія), в сім'ї інженера-будівельника. При народженні отримав ім'я Волтер Чарлз Денс, однак згодом він скоротив його, і став іменуватися просто як Чарльз Денс. Батько, Волтер Денс, помер, коли Чарльзові було чотири роки, і він разом з матір'ю переїхав до Плімуту. У Плімутські школі мистецтв, а потім в артшколі у Лестері вивчав дизайн і фотографію, проте згодом вибрав кар'єру актора, пішов з коледжу і почав брати приватні уроки акторської майстерності.
Спершу йому довелося працювати в лондонському Вест-Енді робітником сцени і костюмером, а у 1970 році відбувся його акторський дебют. Через п'ять років він приєднався до трупи Королівського шекспірівського театру, де грав Фортінбраса і Рейнальдо в «Гамлеті», Кетсбі в «Річарді III», Олівера в «Як вам завгодно», Скрупа і Вільямса в «Генріху V». Під час гастролей театру у Нью-Йорку у 1975 році Денс грав головну роль в «Генріху V», а у 1979 році у Парижі в ході європейського турне трупи був зайнятий в ролі Коріолана в однойменній п'єсі.
Денс вперше з'явився на екрані у 1974 році, коли він знявся в невеликій ролі коменданта Нейла О'Браєна в телевізійному серіалі «Отець Браун». Проте популярність прийшла до нього тільки через 10 років, після того як він зіграв головну роль в телесеріалі 1984 року «Коштовність у короні», присвяченому останнім рокам британської присутності в колоніальній Індії. У 1985 році ця роль принесла йому номінацію на премію Британської академії кіно і телебачення.
Він також брав участь в інших британських телепостановках, таких як «Привид опери» (1990 рік), «Ребекка» (1997 рік), «Хроніки Конан Дойла: Справа про Криваву кімнату» (2000 рік), «Детектив і привид» (2000–2001 роки), «Оксамитові пальчики» (2005 рік) і «Холодний будинок» (2005 рік). За роль в останньому він був номінований на премію «Еммі».
Денс зіграв роль лорда Вітінарі в телевізійній адаптації книги Террі Пратчетта «Going Postal». Фільм вийшов на екрани у 2010 році.
У липні 2010 року було підтверджено, що Денс зіграє роль Тайвіна Ланністера в телесеріалі HBO «Гра престолів», екранізації «Пісні Льоду та Полум'я» письменника Джорджа Мартіна.
| Тайвіна Ланністера, Лорда Кастерлі Рок та Хранителя Заходу, зіграє видатний британський актор, зірка сцени та кіно Чарльз Денс, член Ордена Британської Імперії, ми мріяли дістати його на цю роль з тих пір, як проекту дали зелене світло... Його владний вигляд і сталева харизма повинні зробити з нього чудового Лорда Тайвіна[6]. |
Великий фанат серії, Денс був запрошений на цю роль продюсерами під час зйомок в кінофільмі «Ваша Величність» в Белфасті.
2016 року Денс зіграла у шпигунському трилері про часи Холодної війни режисера Шаміма Саріфа «Попри падаючий сніг» (англ. Despite the Falling Snow) разом із Семом Рейдом і Ребеккою Фергюсон у головних ролях.
Однією з перших ролей Денс на великому екрані стала роль Клауса — підручного головного негативного персонажа в картині 1981 року «Тільки для ваших очей» із серії фільмів про Джеймса Бонда. Одна з його недавніх робіт — роль російського олігарха Олександра Боринського в фільм 2010 року Paris Connections.
Дебютний для Чарльза Денса як сценариста і режисера фільм «Дами у ліловому» вийшов у 2004 році. У фільмі знімалися такі відомі актриси як Джуді Денч і Меггі Сміт.

## Нагороди
- Офіцер Ордену Британської Імперії
- Премія Паризького кінофестивалю (1994)[9]
- Satellite (2002)[10]*
Премія Паризького кінофестивалю (1994)[9], Satellite (2002)[10], Премія Гільдії кіноакторів США (2002)[11]
- Премія Гільдії кіноакторів США (2002)[11]

## Особисте життя
Був одружений з Джоанною Хейторн з 1970 по 1 лютого 2004 року. Має двох дітей від цього шлюбу: сина Олівера (1974) і дочку Ребекку (1980). Після розлучення короткий час зустрічався з актрисою Софією Майлс.

## Фільмографія
| Рік       | Англійська назва           | Українська назва              | Роль                                                         |
| --------- | -------------------------- | ----------------------------- | ------------------------------------------------------------ |
| 1974      | Father Brown               | Отець Браун                   | Комендант Нейл О'Браєн (Серія 13 Прихований Сад)             |
| 1975      | Edward the Seventh         | Едуард VII                    | Принц Едді (Серія 8 Королівський кадриль та Серія 9 Скандал) |
| 1977      | Raffles                    |                               | Тедді Гарленд (Серія 10 Лотерея Пана Справедливість)         |
| 1979      | Tales of the Unexpected    | Невигадані історії            |                                                              |
| 1980      | BBC2 Playhouse             | BBC2 Ігровий дім              | Зігфрід Сессун (Серія 2 Сезон 7 Фатальна весна)              |
| 1981      | For Your Eyes Only         | Тільки для ваших очей         | Клаус                                                        |
| 1986      | The Golden Child           | Золоте дитя                   | Sardo Numspa                                                 |
| 1992      | Alien3                     | Чужий 3                       | Джонатан Клеменс                                             |
| 1993      | Last Action Hero           | Останній кіногерой            | Бенедікт                                                     |
| 1994      | China Moon                 | Порцеляновий місяць           | Руперт Манро                                                 |
| 1996      | Space Truckers             | Космічні далекобійники        | Нейбел / Маканадо                                            |
| 2011      | Your Highness              | Хоробрі перцем                | король                                                       |
| 2011—2015 | Game of Thrones            | Гра престолів (телесеріал)    | Тайвін Ланністер (27 епізодів)                               |
| 2015      | Child 44                   | Дитина 44                     | майор Грачов                                                 |
| 2016      | Underworld: Blood Wars     | Інший світ: Кровна помста     | Томас                                                        |
| 2016      | Ghostbusters               | Мисливці на привидів          | Доктор Гарольд Філмор                                        |
| 2017      | Euphoria                   | Ейфорія                       | Дарен                                                        |
| 2019      | Godzilla: King of Monsters | Ґодзілла 2                    | Алан Джона                                                   |
| 2019—2020 | The Crown                  | Корона                        | Луїс Маунтбеттен                                             |
| 2020      | Mank                       | Манк                          | Вільям Рендольф Герст                                        |
| 2021      | The King's Man             | Кінгс Мен                     | Артур                                                        |
| 2022      | Against the Ice            | Проти льоду                   | міністр Нільс Неєргард                                       |
| 2022      | The Sandman                | The Sandman. Пісочний чоловік | Родерік Берджесс                                             |
| 2025      | Frankenstein               | Франкенштейн                  |                                                              |